# Wim Hermsen
Willem Hermsen, detto Wim (Hilversum, 7 settembre 1947), è un ex pallanuotista e astrofisico olandese.

## Biografia
Ha partecipato, come membro del Paesi Bassi, alle Olimpiadi di Monaco di Baviera 1972, partecipando al torneo di pallanuoto.
Ha conseguito un dottorato di ricerca presso l'Università di Leiden ed è stato professore presso l'Università di Amsterdam dal 2004 al 2012, specializzato nella astrofisica delle alte energie.
È il fratello degli anch'essi pallanuotisti olimpici Henk Hermsen e André Hermsen.